# Isakes Kisti
Isakes Kerstin Olsson, gift Klarbäcks Kerstin Eriksson (änka 1929), vanligen kallad Isakes Kisti, född 15 juli 1899 i byn Forsgärdet i Dala-Floda i Floda församling, död skriven i samma församling 26 januari 1984, var en spelman från  Dalarna.  Hon var dotter till Isakes Olof Olsson (1855–1927) och Isakes Anna Nilsdotter (1853–1938). Hennes spel har beskrivits som "tekniskt, kraftfullt och med inlevelse". Isakes Kisti var även en flitig akvarellmålare, som bland annat målade landskap och naturmotiv.
Det fanns många spelmän i släkten, och kanske mest känd av dessa var hennes äldre bror riksspelmannen Olof Tillman (1878–1962). Hennes far, som kallades "Isakes Olar", var också en framstående spelman, och det har antagits att Isakes Kistis och Isakes Olars spelstilar var lika varandra. Isakes Kisti spelade på sin fars fiol och alltid lågstämt.
Isakes Kisti levde sin sista tid på äldreboendet Solgärde i Sunnansjö.